# Битва при Кунаксе
Битва при Кунаксе стала кульминацией восстания Кира Младшего против Артаксеркса II. Летом 401 года до н. э. (вероятно, 3 сентября) войска Кира, которые включали до 10 400 греческих гоплитов и 2500 пельтастов, сошлись с превосходящей их по численности армией персидского царя на берегах Евфрата к северу от Вавилона.
О ходе сражения судить трудно, так как единственным источником является сражавшийся на стороне Кира афинянин Ксенофонт. В «Отступлении десяти тысяч» он оценивает численность вражеского войска в 1,2 миллиона, не считая колесниц. Это явное преувеличение, которое ставит под сомнение объективность всего рассказа Ксенофонта.
По словам греческого историка, сам Кир был пронзён копьём в начале битвы и, узнав о гибели своего вождя, азиаты разбежались. Греки под водительством Клеарха не знали этой новости и потеснили персидскую конницу; из них только один был ранен. Однако их личная доблесть была не в состоянии изменить ход сражения, которое после гибели Кира стало бессмысленным.
После битвы «десять тысяч» греков оказались в центре незнакомой и враждебной страны, без какого-либо продовольствия. Они предложили свои услуги сатрапу Тиссаферну, однако тот согласился только указать им путь из Ахеменидской державы на север, в сторону Армении. Вожди греков, включая Клеарха, опрометчиво приняли его приглашение на пир, где были вероломно схвачены и казнены.
Эллинистические историки, начиная с Полибия, придавали битве при Кунаксе большое историческое значение, ибо, будучи описанной Ксенофонтом, она якобы вдохновила Александра Македонского на покорение Азии.